# Quando piove tutti cercano riparo tranne gli alberi che hanno altro a cui pensare
Quando piove tutti cercano riparo tranne gli alberi che hanno altro a cui pensare è un album in studio del cantautore italiano Luca Bassanese, pubblicato nel 2015.

## Tracce
1. C'era una mosca
2. La processione
3. Ola Ola Ola (Tu sei Superman, tu hai venduto Peter Pan)
4. Serenata
5. Lo spaventapasseri (Custode dell'orto)
6. Porca mediocrità
7. Pastorale
8. La ballata dei santi lavoratori
9. Ho conosciuto un uomo (A Don Andrea Gallo)
10. Quando piove tutti cercano riparo
11. NO O.G.M. La Terra è nostra!
12. Ho sognato Federico Fellini (Con un fiore tra le dita)